# José Borunda Escorza
José Borunda Escorza fue un político mexicano, miembro del Partido Nacional Revolucionario. Se desempeñó como diputado local y federal por el estado de Chihuahua, y asumió el cargo de Presidente Municipal de Ciudad Juárez el 1 de enero de 1938. Su mandato fue interrumpido abruptamente cuando fue asesinado el 1 de abril de ese mismo año, víctima de un artefacto explosivo enviado por paquetería.

## Biografía
Tío del Gobernador Teófilo Roberto Borunda Ortiz, fungió como regidor del Ayuntamiento del Municipio de Juárez del 1 de agosto de 1930 al 8 de noviembre de 1930 durante la presidencia municipal de Jesús Quevedo Moreno. De 1931 a 1933 fue electo como diputado local en el segundo periodo del XXXIV y el primer periodo del XXXV congreso de Chihuahua por parte del distrito 7 representando a la Ciudad Guerrero. Fue diputado federal de Chihuahua del 1 de septiembre de 1934 al 31 de agosto de 1937. Fue electo como presidente municipal de Ciudad Juárez en las elecciones de 1937 con 8,352 votos.

## Asesinato
En la noche del primero de abril de 1938 Borunda llegó a su oficina, la Antigua Presidencia Municipal de Ciudad Juárez (ahora Centro Municipal de las Artes), donde recibió un paquete sujetado por cuerdas el cual estaba firmado por su sobrino Teófilo Borunda, que había sido enviado por medio del Servicio Express del ferrocarril con procedencia de Ciudad de Chihuahua, José trató de abrirlo por medio de las cuerdas, pero al no poder hacerlo con sus propias manos le pidió una navaja prestada a su conserje, Domingo Barraza; al abrir la tapa el paquete detonaría las 7 libras de nitroglicerina que tenía en su interior, dejando al presidente municipal sin ojos y manos y al conserje en condiciones graves, ambos sobrevivieron al ataque pero más tarde fallecerían por la gravedad de las heridas.
Fue velado en el salón principal de la Aduana Fronteriza y enterrado en el panteón Tepeyac de Ciudad Juárez.
El 2 de abril fueron detenidos 6 sospechosos, el 3 de abril se detuvo a Efrén Escobar, Nicolás Chávez y Alfredo Perusquía y el 5 de abril a Justo B. Salaices y Alfredo Asís, todos simpatizantes del exgobernador Rodrigo M. Quevedo. Nicolás Chávez confesó ser el que envió el paquete sin saber qué es lo que contenía, pero esto fue descartado cuando un taxista reconoció a Efrén Escobar como ser el que envió el paquete, quien acusó a Alfredo Asís  de fabricar la bomba. Nunca se atrapó al autor intelectual, pero se especula que el exgobernador Rodrigo M. Quevedo estaría implicado dado el contexto de violencia política en la época y sus diferentes problemas con el gobierno de Ciudad Juárez en ese entonces, donde él mismo asesinaría al senador Ángel Posada con 7 balazos, 3 en la cabeza y 4 en el torso, un par de semanas antes del ataque explosivo, el 12 de marzo de 1938.
El 28 de febrero de 1941 su sobrino y en ese entonces alcalde de Ciudad Juárez inauguró el Parque Borunda en honor a él.